# Хоминцівська сільська рада
Хоми́нцівська сільська́ ра́да — адміністративно-територіальна одиниця та орган місцевого самоврядування в Роменському районі Сумської області. Адміністративний центр — село Хоминці.

## Загальні відомості
- Населення ради: 926 осіб (станом на 2001 рік)

## Історія
05.02.1965 Указом Президії Верховної Ради Української РСР передано Волошнівську, Новогребельську, Хоминцівську та Ярошівську сільради Срібнянського району Чернігівської області — до складу Роменського району Сумської області.

## Населені пункти
Сільській раді підпорядковані населені пункти:
- с. Хоминці
- с. Дубина
- с. Локня

## Склад ради
Рада складається з 12 депутатів та голови.
- Голова ради: Устименко Олександр Станіславович
- Секретар ради:

### Керівний склад попередніх скликань
| Прізвище, ім'я, по батькові       | Основні відомості                                                                     | Дата обрання | Дата звільнення |
| --------------------------------- | ------------------------------------------------------------------------------------- | ------------ | --------------- |
| Скиба Анатолій Григорович         | Сільський голова, 1955 року народження, член Всеукраїнського об'єднання «Батьківщина» | 26.03.2006   | 31.10.2010      |
| Скиба Анатолій Григорович         | Сільський голова, 1951 року народження, освіта вища, член Партії регіонів             | 31.10.2010   | 09.09.2012      |
| Стрижко Микола Іванович           | Сільський голова, 1955 року народження, освіта вища, безпартійний                     | 09.09.2012   | 25.10.2015      |
| Устименко Олександр Станіславович | Сільський голова, 1989 року народження, освіта вища, безпартійний                     | 25.10.2015   |                 |

Примітка: таблиця складена за даними сайту Верховної Ради України та ЦВК

### Депутати VII скликання
За результатами місцевих виборів 2015 року:
- Кількісний склад ради: 12
- Кількість обраних: 10

#### За суб'єктами висування
| Суб'єкт висування                                       | Кількість обраних депутатів | %     |
| ------------------------------------------------------- | --------------------------- | ----- |
| Самовисування                                           | 8                           | 80.00 |
| Політична партія Всеукраїнське об'єднання «Батьківщина» | 2                           | 20.00 |

#### За округами
| № округу | Прізвище, ім'я, по батькові      | Ким висунуто                                            | Дата нар.  | Освіта           | Партійна приналежність                                        | Відомості                                     |
| -------- | -------------------------------- | ------------------------------------------------------- | ---------- | ---------------- | ------------------------------------------------------------- | --------------------------------------------- |
| 1        | Палун Петро Павлович             | Самовисування                                           | 01.01.1952 | загальна середня | безпартійний                                                  | Тимчасово не працює                           |
| 2        | Волошко Аліна Анатоліївна        | Самовисування                                           | 02.07.1992 | вища             | безпартійна                                                   | ТОВ « Урожайна країна», бухгалтер             |
| 3        | Чубенко Сергій Вікторович        | політична партія Всеукраїнське об'єднання «Батьківщина» | 19.05.1992 | вища             | безпартійний                                                  | Агроном Хоминцівського ТОВ «Урожайна країна»  |
| 4        | Пархоменко Валентина Анатоліївна | Самовисування                                           | 02.06.1982 | загальна середня | член політичної партії Всеукраїнське об'єднання «Батьківщина» | Хоминцівський ФАП, медична сестра             |
| 5        | Пархоменко Тетяна Віталіївна     | Самовисування                                           |            |                  |                                                               |                                               |
| 6        | Сорока Валентин Миколайович      | політична партія Всеукраїнське об'єднання «Батьківщина» | 20.05.1972 | загальна середня | безпартійний                                                  | Тимчасово не працює                           |
| 7        | Охріменко Ольга Петрівна         | Самовисування                                           | 06.08.1962 | вища             | безпартійна                                                   | Хоминцівська сільська бібліотека, бібліотекар |
| 8        | Гаценко Наталія Миколаївна       | Самовисування                                           | 25.04.1994 | загальна середня | безпартійна                                                   | Локнянський ФАП, завідувачка                  |
| 9        | Кузьма Семен Васильович          | Самовисування                                           | 11.03.1958 | загальна середня | член політичної партії Всеукраїнське об'єднання «Батьківщина» | Пенсіонер                                     |
| 10       | Бакун Надія Іванівна             | Самовисування                                           |            |                  |                                                               |                                               |
| 11       | Кобильська Наталія Миколаївна    | Самовисування                                           | 01.08.1963 | загальна середня | безпартійна                                                   | ОДР с. Локня, прибиральниця                   |
| 12       | Божко Ніна Григорівна            | Самовисування                                           | 03.11.1963 | загальна середня | безпартійна                                                   | Тимчасово не працює                           |